# Алфорнелуш (станція метро)
38°45′37″ пн. ш. 9°12′17″ зх. д. / 38.76028° пн. ш. 9.20472° зх. д.
Алфорн́елуш (порт. Alfornelos) — станція Лісабонського метрополітену. Знаходиться у східній частині міста Амадори (передмістя Лісабона) в Португалії. Розташована на Синій лінії (або Чайки), між станціями «Амадора-Еште» та «Понтінья». Станція берегового типу, мілкого закладення. Введена в експлуатацію 15 травня 2004 року . Знаходиться у другій зоні, вартість проїзду в яку становить 1,05 євро.
Назва станції походить від назви однойменної муніципальної громади, де вона локалізована, — Алфорнелуш. Станція «Алфорнелуш» є однією з трьох станцій Лісабонського метро, що розташовані поза містом Лісабоном (інші дві — «Амадора-Еште» і «Одівелаш»).

## Опис
Архітектура станції має багато спільного з архітектурою станції «Амадора-Еште» (були відкриті в один і той же день в рамках розширення Синьої лінії у західному напрямі). Архітектор — Álvaro Barradas, художні роботи виконала — Ana Vidigal, яка за основу декорації торців використала форми викройки, що використовуються у пошитті одягу. Станція має центральний вестибюль, що знаходиться під землею та має чотири виходи на поверхню, а також ліфт для людей з фізичним обмеженням. На станції заставлено тактильне покриття. 

## Режим роботи[4]
Відправлення першого поїзду відбувається з кінцевих станцій лінії:
- ст. «Амадора-Еште» — 06:30
- ст. «Санта-Аполонія» — 06:30

Відправлення останнього поїзду відбувається з кінцевих станцій лінії:
- ст. «Амадора-Еште» — 01:00
- ст. «Санта-Аполонія» — 01:00

## Галерея зображень

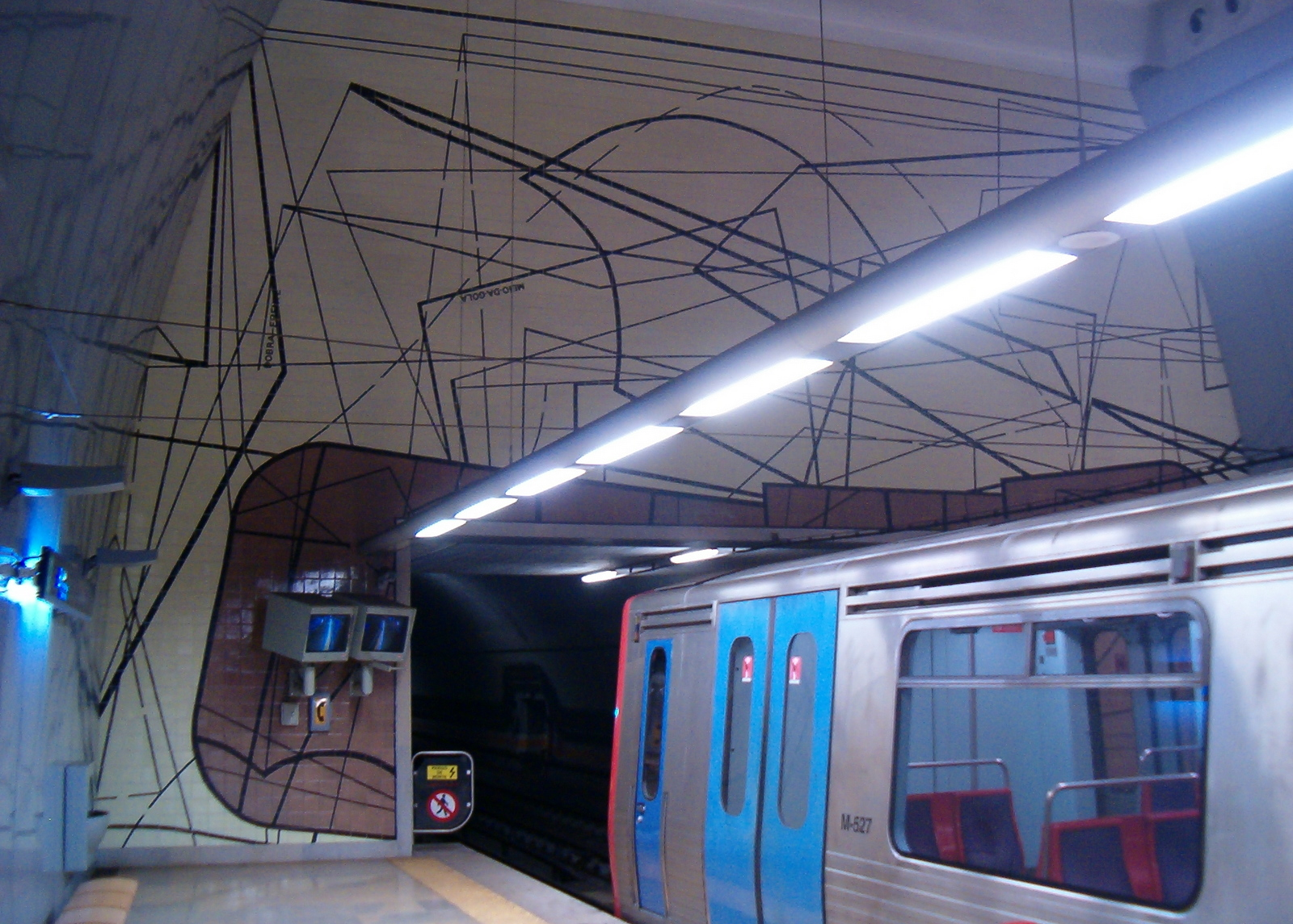
Зупинений поїзд на станції
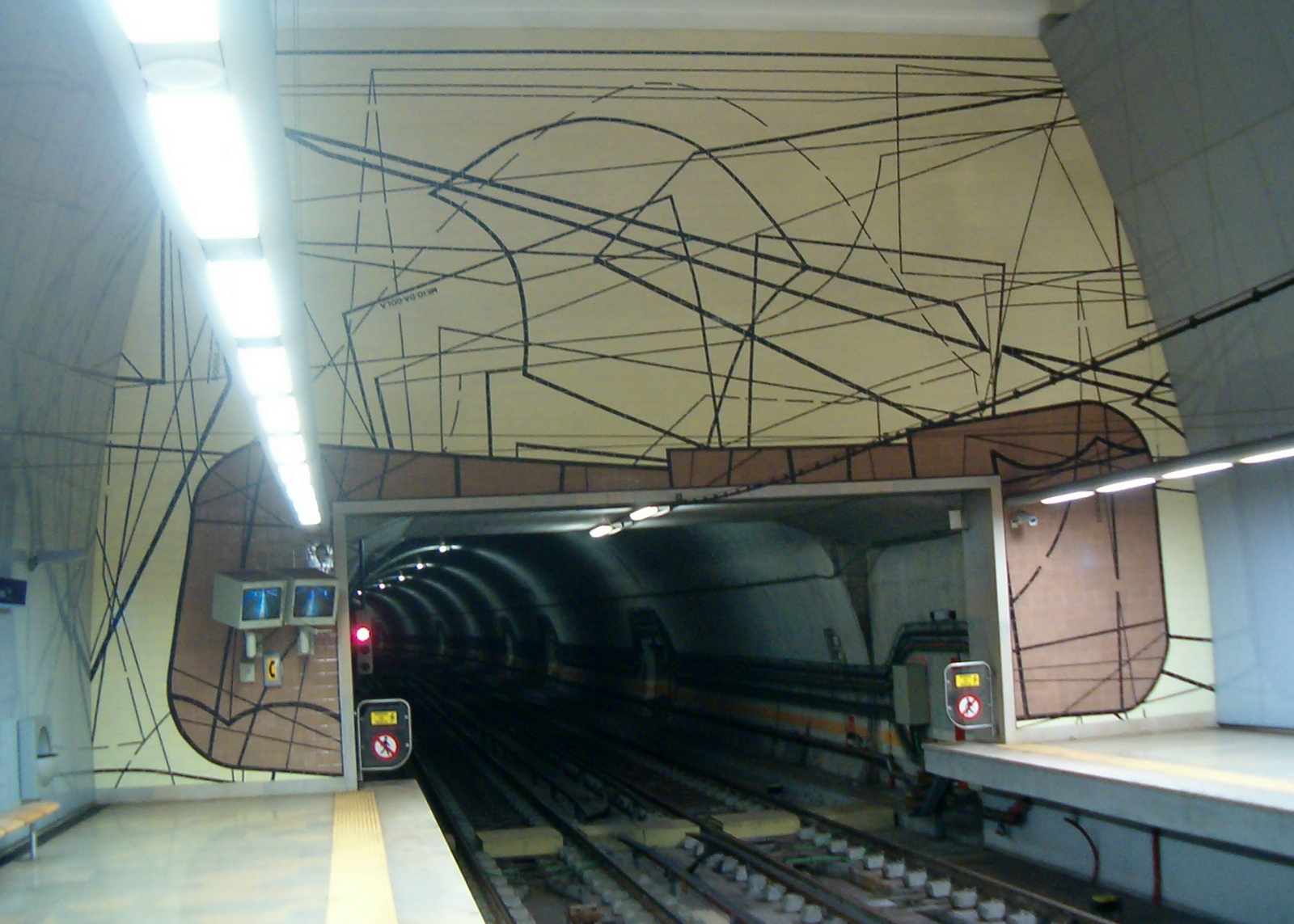
Декорація західного торця станції
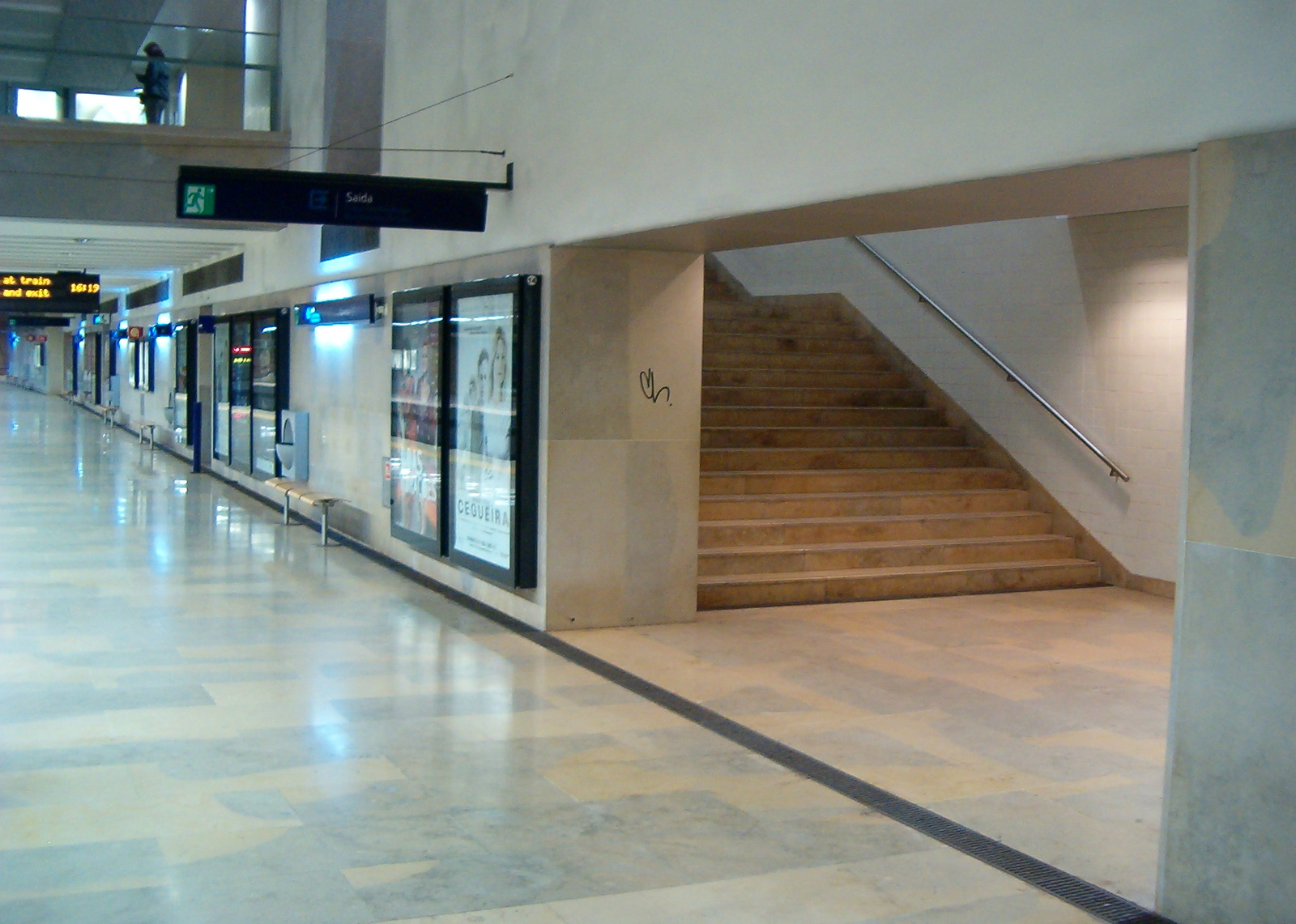
Спуск до посадкової платформи на станції
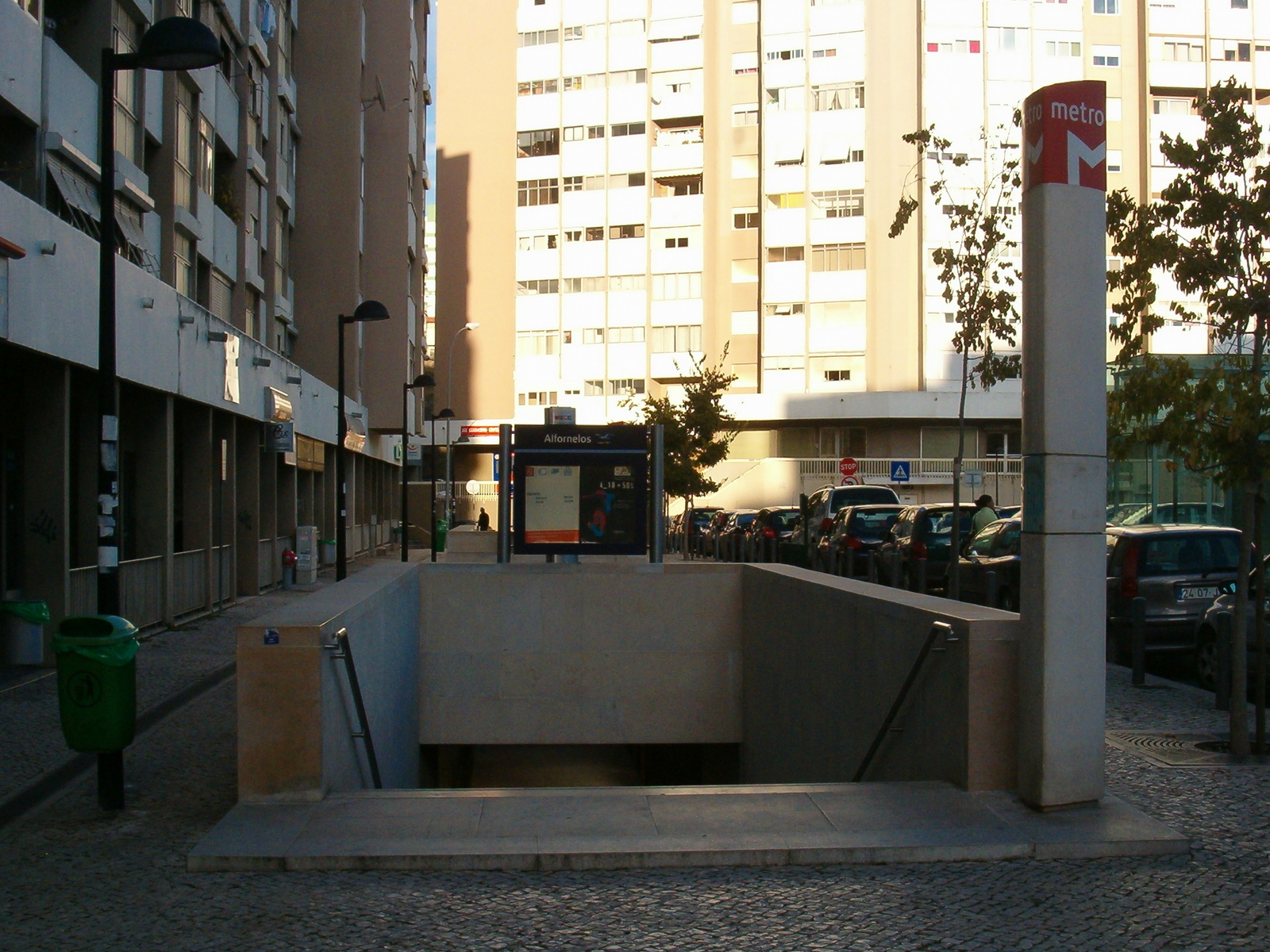
Вхід з вулиці до станції
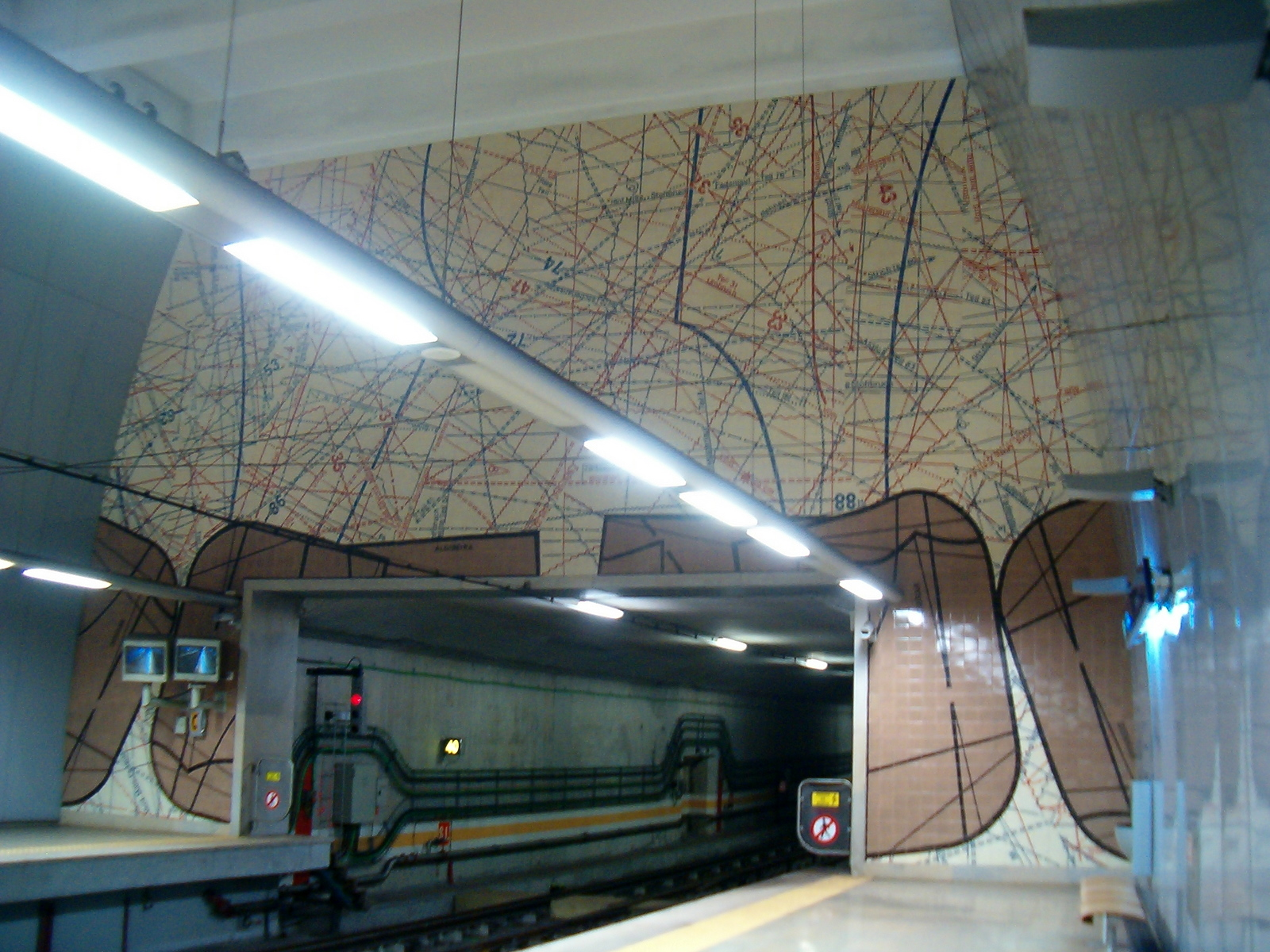
Декорація східного торця станції
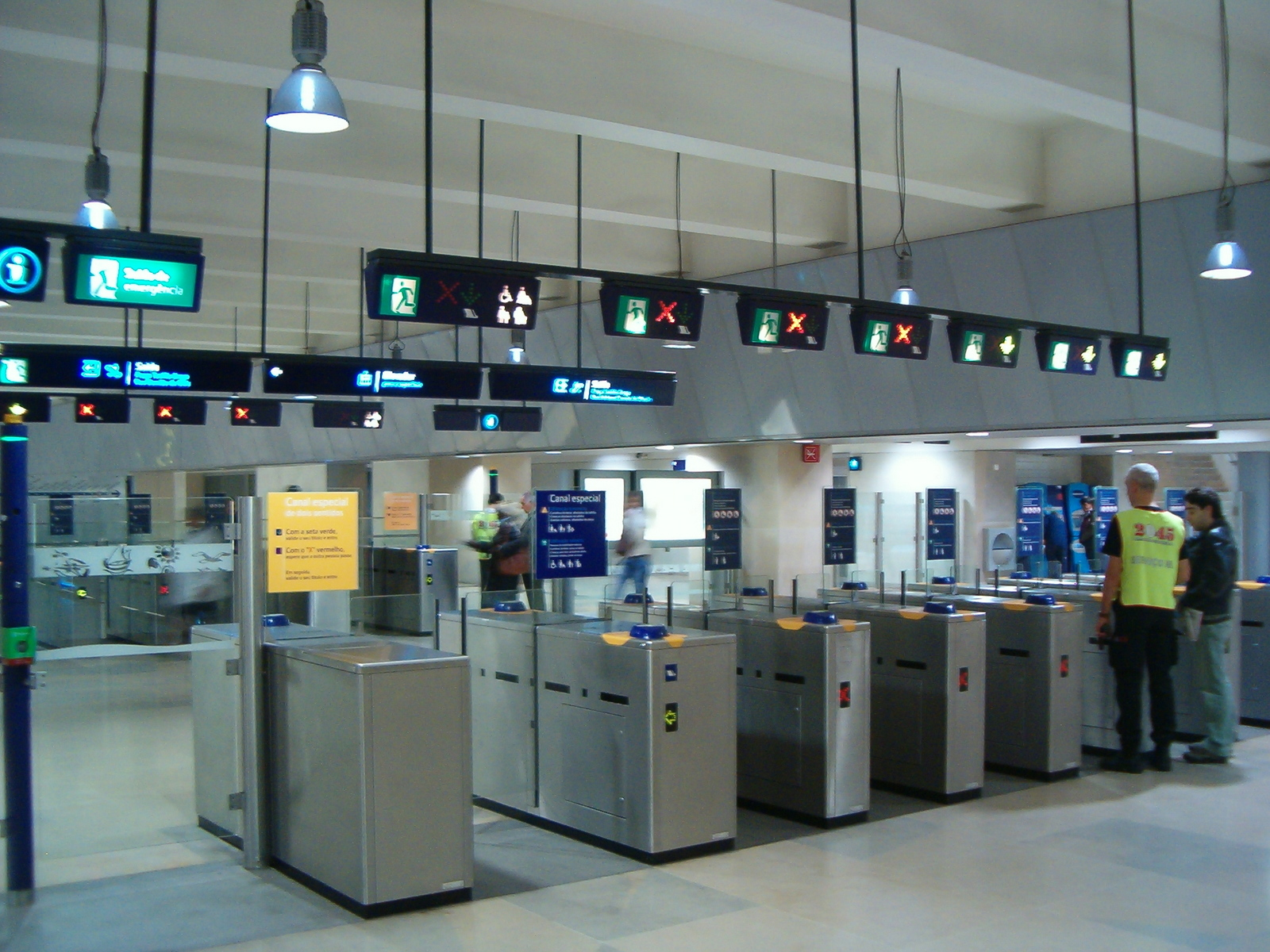
Пропускні турнікети на станції
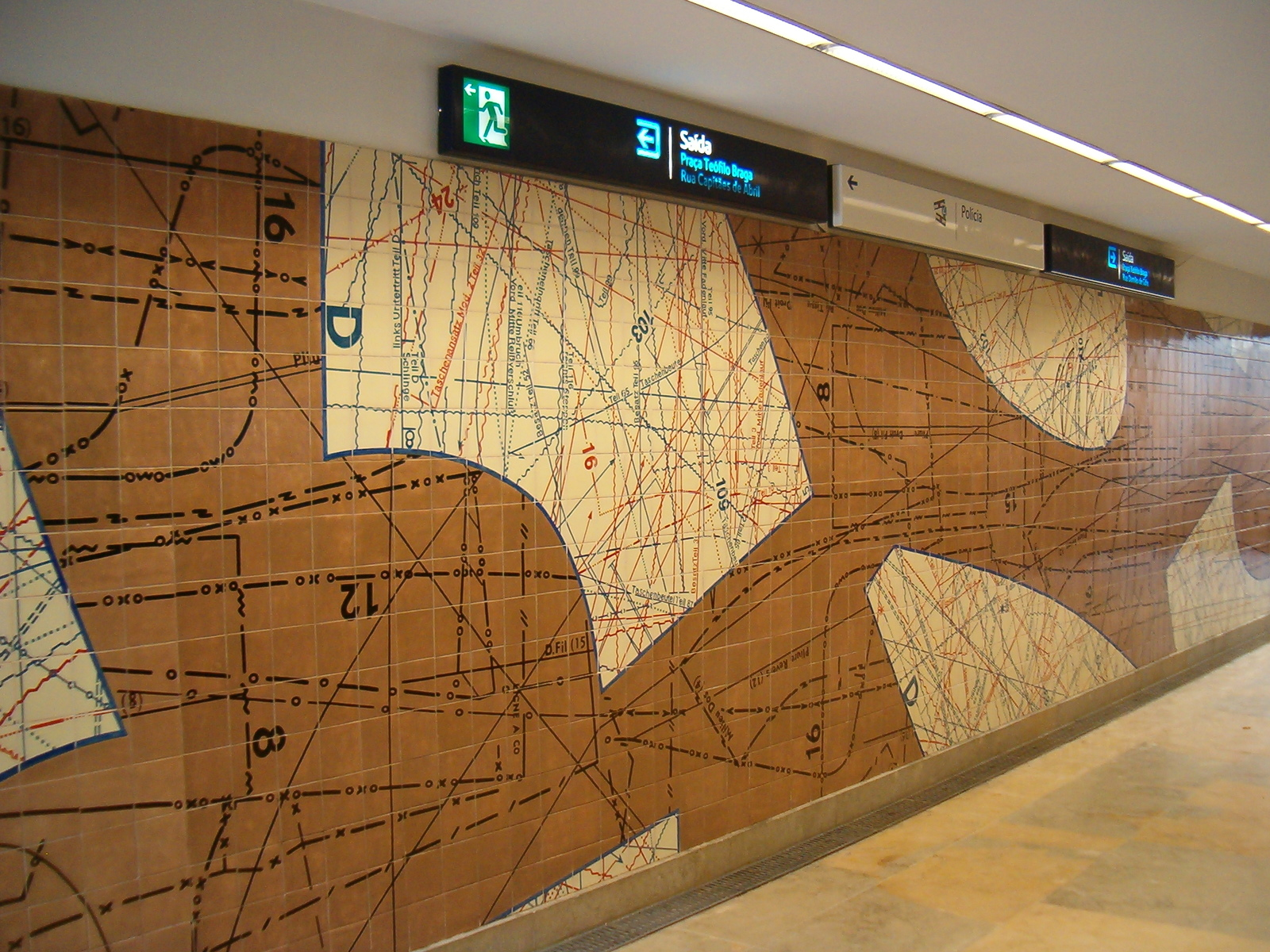
Зображення при вході на станцію
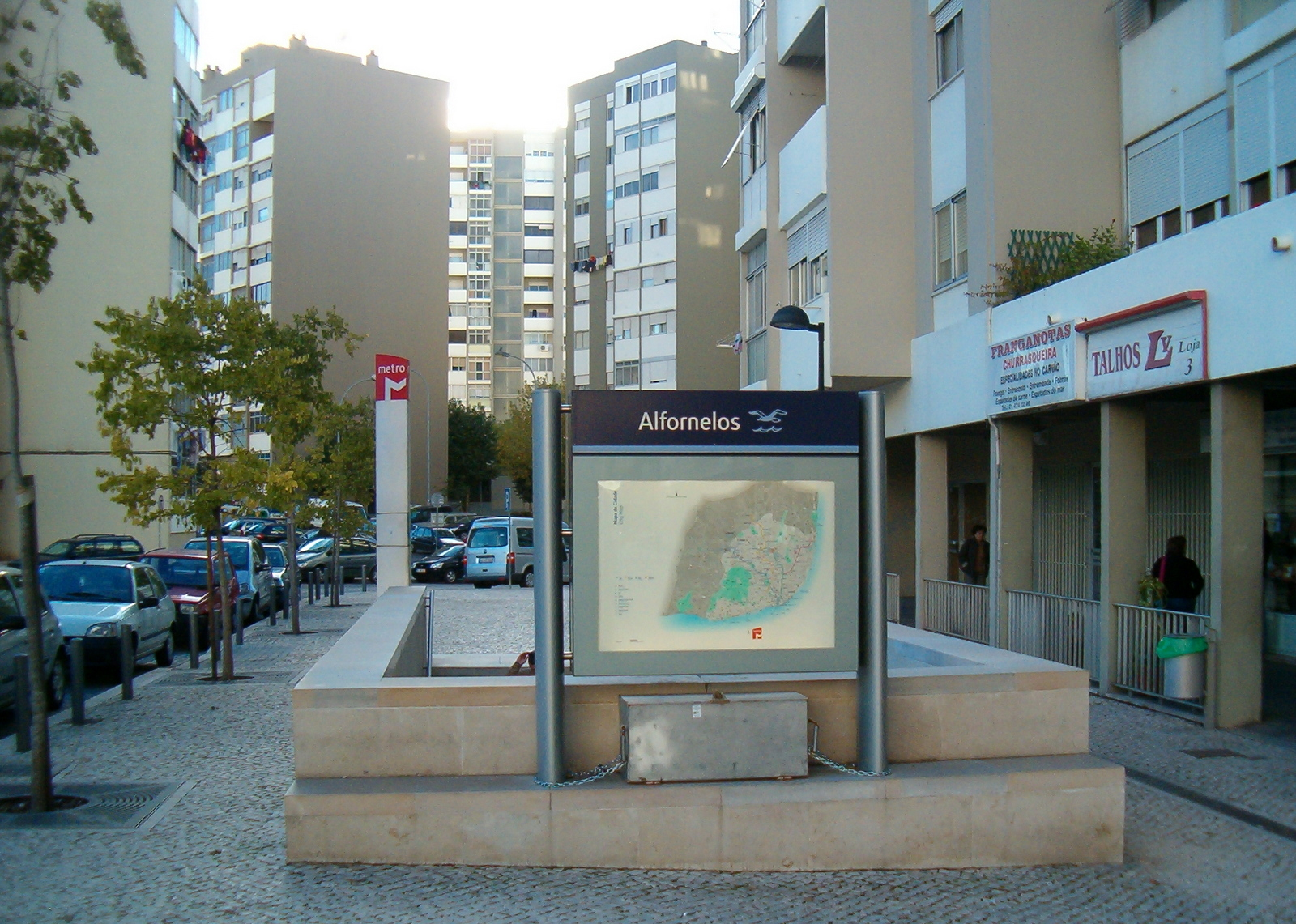
Схема при вході з вулиці на станцію